# IC 4645
IC 4645 ist eine Spiralgalaxie vom Hubble-Typ Sd im Sternbild Herkules am Nordsternhimmel. Sie ist schätzungsweise 339 Millionen Lichtjahre von der Milchstraße entfernt.
Das Objekt wurde von Edward Emerson Barnard entdeckt.